# Викрутка

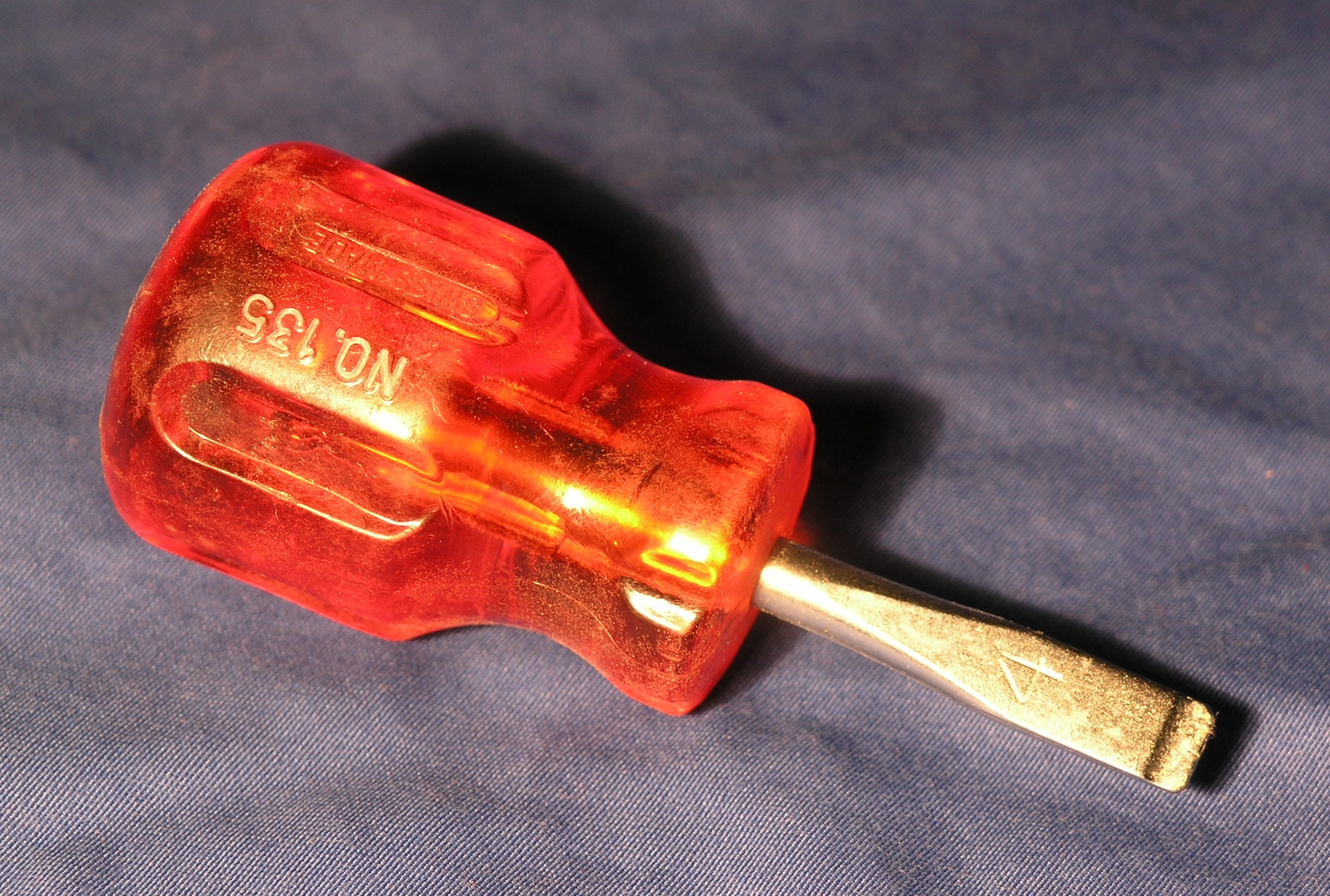
Викрутка з прямим наконечником

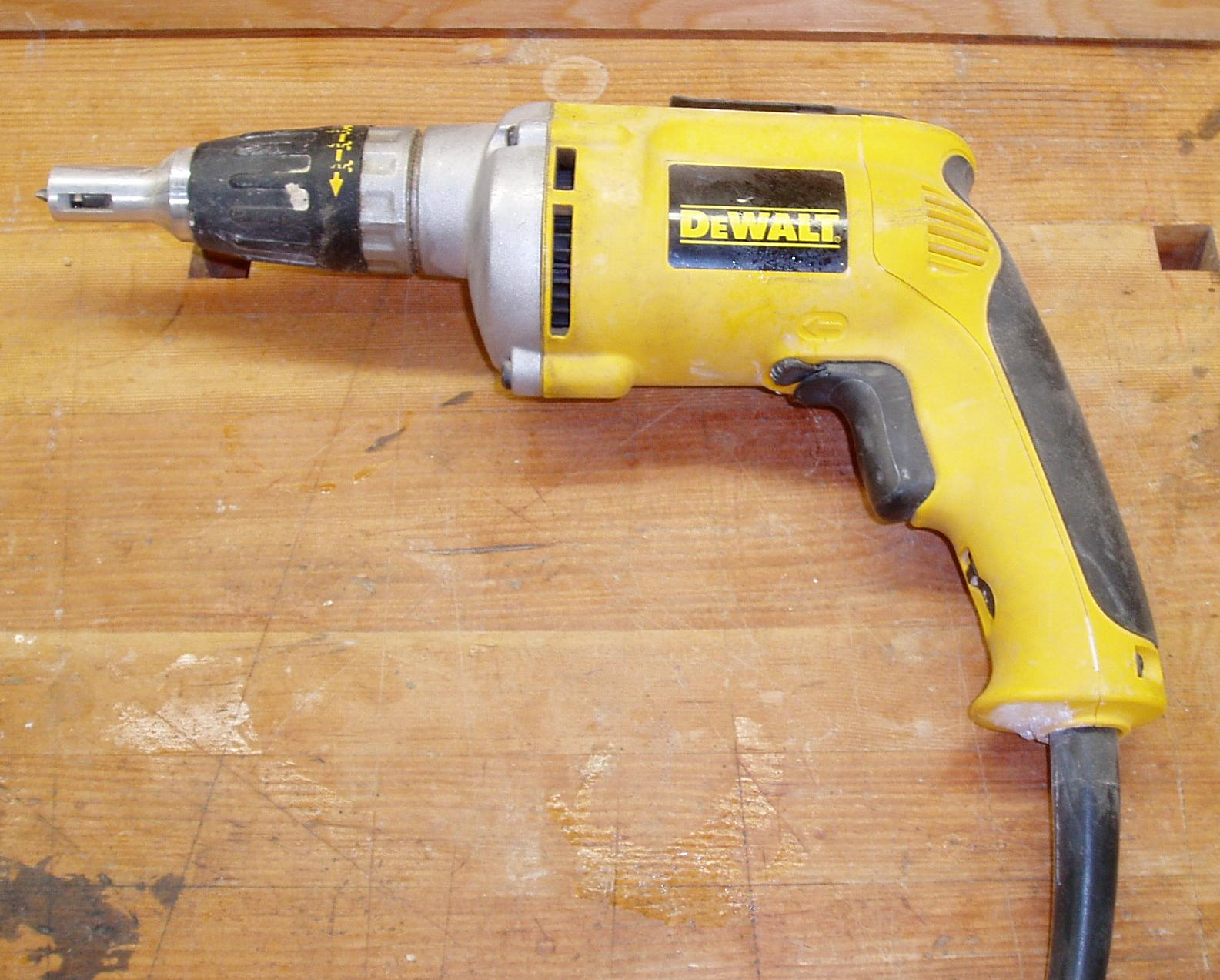
Шурупокрут — електричний аналог викрутки з додатковими функціями

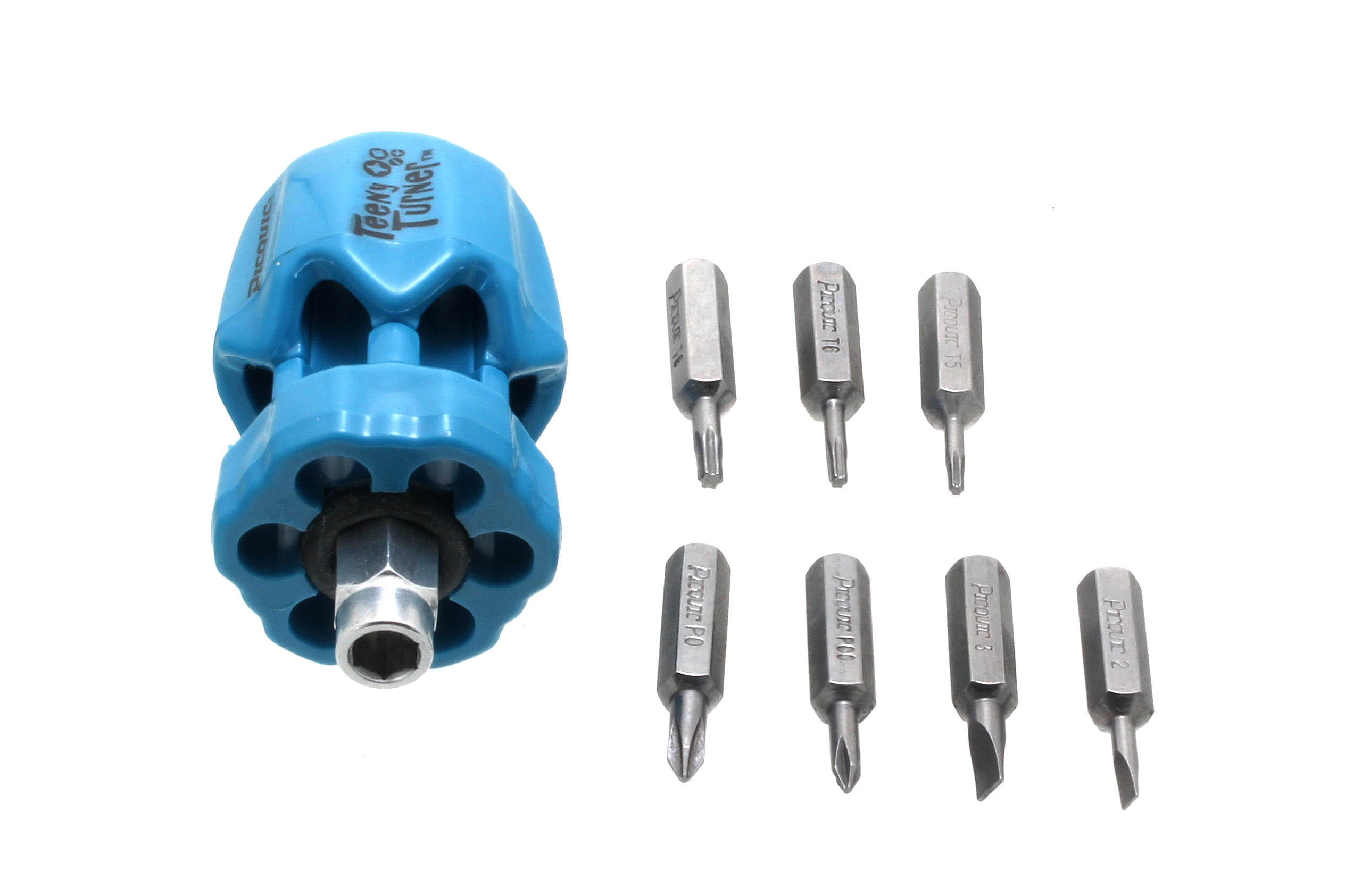
Викрутка зі змінними насадками (бітами)

Різні види наконечників: a) плоский, b) Phillips, c) Pozidriv, d) Torx, e) шестигранник, f) квадрат, g) Tri-Wing, h) Torq-set, i) спанер

Ви́крутка — інструмент, призначений для відкручування і закручування гвинтів, шурупів та інших деталей з різьбою, на головці яких є шліц (паз).

## Опис
Проста викрутка є зазвичай стрижнем із наконечником певної форми, який при роботі вставляють у шліц; інший кінець стрижня забезпечений дерев'яним, пластмасовим або металевим руків'ям.
Діаметр руків'я знаходиться зазвичай в межах від 10 до 40 мм. Оскільки залежність між діаметром руків'я і крутним моментом, що видається на деталь, пряма, — то зазвичай діаметр тим більше, чим більше розмір деталей, під шліц яких розрахована викрутка. Саме тому викрутки, призначені для дрібних деталей, забезпечуються тонкими руків'ями, щоб уникнути зриву шліца або різьби, розриву деталі.
Наконечник викрутки зношується через дію значної механічної напруги в процесі роботи. Для збільшення терміну служби жала його виготовляють із спеціальних зносостійких і міцних сплавів, як наприклад, з хромованадієвих сталей.

## Різновиди
Залежно від типу шліца на головці деталі використовуються викрутки з різними типами лез:
- Прямошліцеві викрутки: звичайні, «пласкі», minus;
- Хрестові викрутки: Філліпс (PH) і Позідрів (PZ) (див. Хрестоподібний шліц);
- Спеціалізовані викрутки для складних і малопоширених шліців: зіркоподібні (Torx), шестигранні, квадратні, трикутні, та інші.

Шестикінечний гвинт Torx використовує отвір головки у вигляді шестипроменевої зірки з округленням кінцями. Популярний вид кріплень в галузі електроніки, для автомобільних систем та інших застосувань. Torx має ще один різновид: антивандальний гвинт Torx з додатковим захистом від несанкціонованого доступу розроблений для застосувань, де втручання користувача небажано. Викрутки для гвинтів Tamper-proof Torx можуть використовуватися і для роботи з звичайними Torx.
Шліци одного типу можуть мати різні лінійні розміри:
- Прямі шліци g), h), i): різні в глибину й ширину;
- Шліци інших форм — розміри, що задаються стандартизованим номером шліца, як наприклад, Ph2 — хрещатий шліц Phillips, використовуваний зазвичай в шурупах діаметрами 4-5 мм. За рідкісними виключеннями жало викрутки підходить тільки до шліців з конкретними розмірами.

Деякі типи викруток підходять лише для спеціально розроблених шліців з антивандальним захистом. Найцікавішим прикладом є шліц Pentalobe, який використовує для своїх розробок компанія Apple. Ця система називається «П'ятикутні антивандальні гвинти». Розміри гвинтів Pentalobe включають TS1 (0.8 мм, використовується в iPhone 4, iPhone 4S, iPhone 5 і iPhone 5S), TS4 (1.2 мм, використовується в MacBook Air і MacBook Pro з дисплеєм Retina), а також TS5 (1.5 мм, використовується в батареї MacBook Pro 2009 року).
| Тип шліца | Назва                   | Стандартне маркування | Поширені розміри                         |
| --------- | ----------------------- | --------------------- | ---------------------------------------- |
|           | плаский                 | SL                    | 2, 3, 4, 5, 6, 7, 8, 9 мм                |
|           | хрестоподібний Phillips | PH                    | 0000, 000, 00, 0, 1, 2, 3, 4             |
|           | хрестоподібний Pozidriv | PZ                    |                                          |
|           | зіркоподібний Torx      | T                     | T1, T2 (або T01, T02) … T55              |
|           | шестигранний Hex        | H                     |                                          |
|           | Tri-Wing                | TRI                   | TRI000, TRI00, TRI0, TRI1, TRI2, TRI3, … |
|           | двоштирковий (спанер)   | SP                    |                                          |
|           | Pentalobe               | TS                    | TS1, TS4, TS5                            |

## Модифікації конструкції

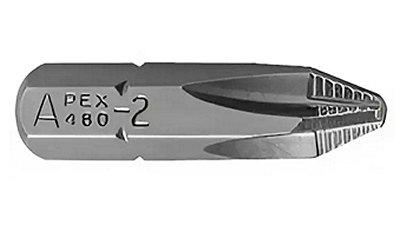
Змінна насадка для викрутки

Складнішим варіантом викрутки є викрутка з храповим механізмом («тріскачкою»), завдяки якому стрижень з наконечником вільно прокручується в руків'ї в одному напрямі. Така конструкція дозволяє працювати викруткою, не відриваючи руки від руків'я і не витягуючи наконечник викрутки з шліца деталі. Залежно від виконуваних функцій (відгвинчування або загвинчування) змінюється напрям прокручування стрижня. Тріскачковий механізм забезпечується для цього важелем-перемикачем.
Випускаються також універсальні викрутки, які є руків'ям, до якого можливо приєднати (за допомогою цангового затискача, магнітного шестигранного паза або іншим способом) цілий набір насадок (бітів) під різні типи і розміри шліців.
Переважно довжина виступаючої з руків'я частини стрижня становить близько 100—200 мм. Для роботи в важкодоступних місцях довжина стрижня — значно збільшена, для роботи в тісних умовах — зменшена (часто з одночасним зменшенням довжини руків'я). Рідко зустрічаються викрутки, у яких присутня можливість змінювати довжину частини стрижня, що виступає з руків'я, забезпеченого спеціальним фіксувальним пристроєм.

## Різновиди спеціалізованих викруток
Для виконання роботи у специфічних умовах розроблені наступні типи викруток:
1. Діелектричні — захищають від струму;
2. Автоматичні викрутки — обладнані акумулятором та є свого роду шурупокрутом;
3. Телескопічні — завдяки можливості подовжити стрижень, надають можливість дотягнутись до заглиблених гвинтів та шурупів;
4. Динамометричні — вимірюють силу тиску на шліц під час роботи, щоб запобігти перенавантаження на деталь чи шліц.